# Christopher Simpson

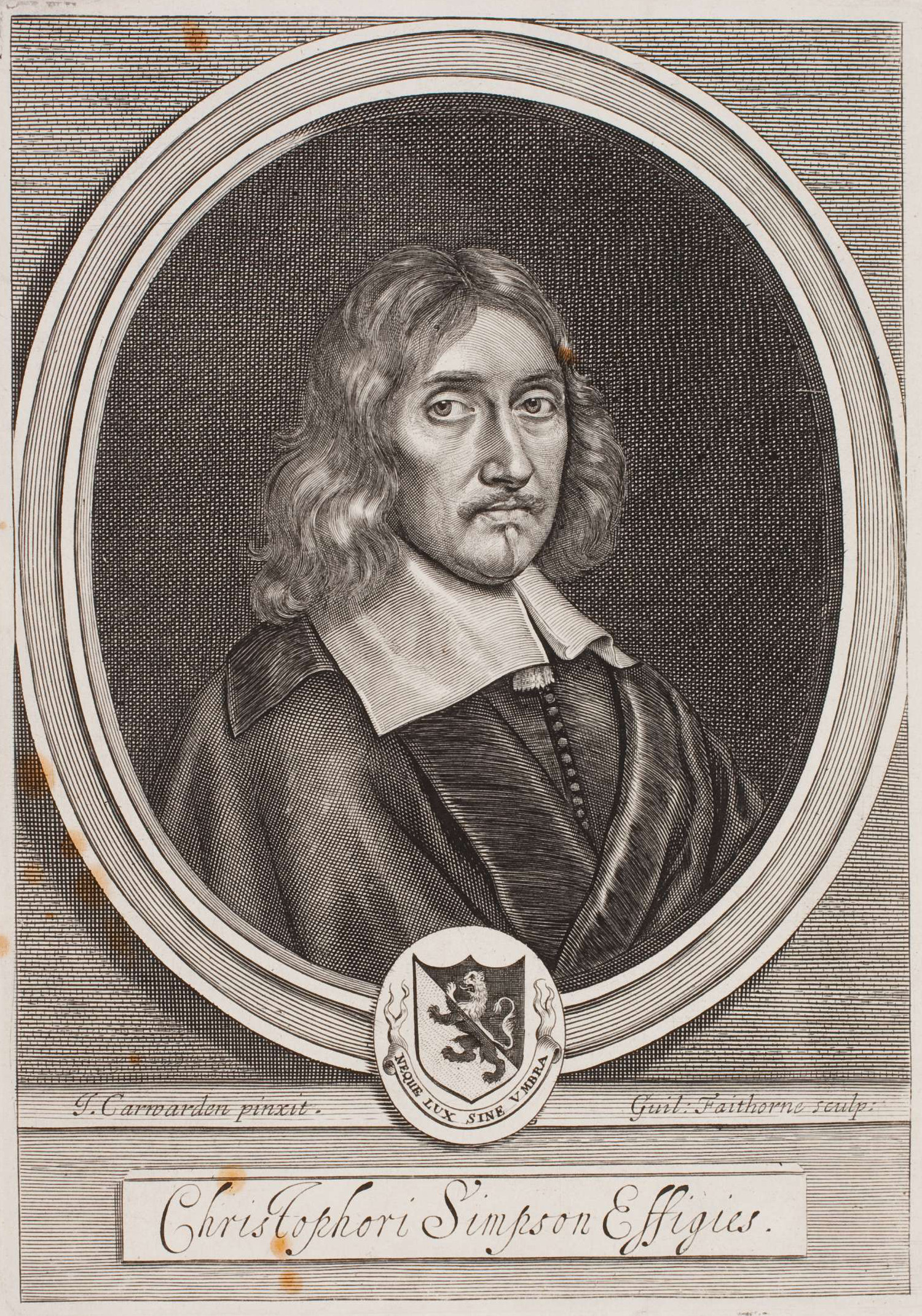
Christopher Simpson

Christopher Simpson (* um 1605 in Egton, Yorkshire; † 29. Juli 1669 in London) war ein englischer Komponist und Gambenspieler.

## Leben
Simpson war zu Lebzeiten eher als Gambenvirtuose, denn als Komponist hoch angesehen. Er schrieb mehrere Sammlungen von „Divisions“ für Diskantinstrument, zwei Bassgamben und Generalbass, sowie eine Sammlung von „22 Airs“ für zwei Diskantinstrumente, Bass und Generalbass in der Form von Triosonaten.